# 제왕의 딸 수백향
《제왕의 딸 수백향》은 2013년 9월 30일부터 2014년 3월 14일까지 방영된 MBC 특별기획 드라마이다.
MBC 일일 대하 드라마는 본 작품을 마지막으로 폐지되었다.

## 기획 의도
백제의 가족사와 형제애, 수백향의 사랑을 그린 드라마

## 등장인물
- 서현진 : 수백향 역

"어머니, 하신 말씀을 기억하고 있어요.
품어서는 안 되는 정이... 걸어서는 안 되는 길이 있다 하셨지요?
어머니 역시 감히 허락되지 않은 사내를 연모한 탓으로,
평생을 외롭게 지내셨다 하셨지요?
어머니... 어찌 할까요, 어찌 끊어낼까요?
소녀 역시 그리 부정한 마음을 품었습니다."
"하오나 어머니,
소녀는 아버지와 이 나라를 지킬 것입니다.
보잘 것 없는 소녀가 아버지와 백성을 지킬 수 있는 광영을 얻게 되었으니,
소녀의 피 한 방울, 살 한 점까지 남김없이
바칠 것입니다.
그리고 님에게 품은 연모의 정은 오롯이 소녀의 마음 한 켠에
숨기어, 죽기까지 내내... 홀로 들여다보기만 할 것입니다.
소녀 역시 어머니의 운명을 살게 된 것을 결코 원망치 않을 것입니다."
"천신이시여...
백제와 백제의 백성들을 지켜주시고,
백제의 위대한 패왕, 무령왕을 살펴주시고...
백제와 무령왕을 위해, 이 미천한 소녀를 남김없이 쓰소서."
- 조현재 : 명농 역 (아역 : 김승준)

"용간(간첩을 운용하는 법)에는
향간, 내간, 반간, 사간, 생간의 다섯 방도가 있다.
향간은 적의 고향사람으로 하여 적을 속이는 것이요,
내간은 적의 핵심 관직에 있는 사람을 이용하는 것이요,
반간은 적의 간첩을 역이용하는 것이요,
사간은 거짓 정보를 밖에서 만들어 우리 간첩이 그것을
숙지하고 죽음을 각오하고 그것을 적에게 전하는 것이며,
생간은 살아 돌아와 적의 동향을 보고하는 것이다."
"설난, 넌 이제 이곳을 떠나 적에게 갈 것이다.
적의 죽마고우를 이용하고, 적의 오른팔을 매혹시켜 네 편으로
만들고, 적의 간첩을 겁박하여 네 말을 따르게 하고, 필요하거든
거짓 정보를 만들어 적을 속이거라.
아... 내 앞에 다시 서야한다."
"허나... 모든 방도를 다 썼음에도 무령왕을 지키지 못하고,
백제를 살리지 못한다면, 네게는 죽음뿐이다.
죽음으로 불충을 씻으라.
네가 어리다 하여, 여자라 하여 여지를 두지 않을 것이다.
설사...
네가 내 마음을 가져간 여인이라 하여도 죽음을 피하지 못할 것이다."
"가거라. 가서 죽더라도 뜻을 이루거라.
네가 살아 펄떡거리고 있는 내 심장은...
내 피와 뼈가 으스러져 백제의 강토에 뿌려지고, 영겁의 세월이 지난 후에...
고이 펼 것이니. "
- 서우 : 설희 역

"물은 높은 곳에서 낮은 곳으로, 시절은 봄을 지나 여름으로 가는 것이지요.
또한 퍼렇던 들판의 낟알이 가을이면 잿빛으로 저무는 것이지요?
사람들이 말하길 이것이 순리요, 삶의 이치랍니다.
허나 나는 싫소.
나는 삭아 저무는 낟알 중에 꼿꼿이 선 마지막 한 알이 될 것이요,
물을 거슬러 올라가 탁한 바닷물을 만나지 않는 영롱한 빛이 될 것입니다."
"천신의 장난으로 내게 와야 할 운명이 나의 언니 설난에게 갔으나,
그 운명을 거슬러 볼 것입니다.
마치 해가 달보다 밝은 것처럼
세상에서 내가 가장 빛나는 것,
세상의 모든 귀하고 영롱한 것들이 모두 내 것이 되는 것,
그것이 내게는 자연의 섭리입니다."
"나와 설난의 전쟁은 결국 나의 승리로 끝날 것이오.
왠지 아십니까?
설난은 많은 것에 메여있소.
아비에, 백성들에... 그렇지, 그자...
명농에게 메여있습니다.
허나, 난 아무것도 없소.
나는 효심도 충심도... 사랑도 모릅니다.
허니... 종국에 백제의 수백향은 오직 나 하나로 남을 것입니다."
- 전태수 : 진무 역 (아역 : 설우형)

"아비를 죽인 자와 오늘도 농을 나누고 밥술을
나누고 술을 나누니,
이 치욕을... 이 고통을... 살아 갚을 수 있을꼬."
"나는 알고 있다.
네 아비가 내 아비를 죽여 용상을 차지하고 인자한
낯빛을 위장하고 있는 것을 알고,
너 역시 그 사실을 알고서도 모르는 체
나를 내려보는 것을 안다.
내... 오늘도, 내일도, 그 후에도 참을 것이나...
길지는 않을 것이다.
무령왕의 허리를 끊어 힘줄을 씹어 삼킬 것이요,
네 팔다리를 묶어 아비가 죽는 것을 보는 아들의 심정을
느끼게 해 줄 것이다."
"다만, 걸리는 것은, 그 년... 설난이 너를 보고 있는 것.
천하고 요망한 년이 너로 인해 애달파하니 그것이 걸릴 뿐이다.
이유는 알 수 없으나, 내... 설난의 눈에 눈물이 흐르는 꼴을 보기 싫구나.
허나, 네 부자의 목숨줄을 끊는 것이 내 아비께 드릴 유일한 제삿밥이니,
고작 계집 때문에 멈출 수는 없다.
다만, 지옥에 가... 그 벌을 달게 받으리라."
- 명세빈 : 채화 역

무령왕의 심장에 새겨진 단 한 명의 여인.
무령왕을 사랑했지만, 무령왕은 아버지를 죽인 자.
그를 계속 사랑할 수도, 이미 품은 사랑을 지우지도 못하여
벙어리 ‘구천’을 따라 백제를 떠나 기문국으로 숨어든다
- 윤태영 : 구천 역

백가의 부하로, 태산과도 겨룰만한 괴력을 지닌 사내. 다만 벙어리에 천한 신분이라, 전장에서 화살받이 노릇을 할 뿐. 역모죄로 백가가 처형당하고 이후 채화가 자살을 기도하자, 채화를 들쳐 업고 가야로 도망쳐 나오고, 곧 구천에게 새로운 삶이 열린다.

### 비문 인물
- 차화연 : 도림 역 (아역 : 김유리)

매혹적인 아우라와 치명적인 독향을 풍기는 여인.한때 고구려 최고의 세작이었으나, 이제 백제에 머물며 남은 생, 자신의 과오를 씻어내려 한다. 장차 자신의 가장 자랑스러운 제자가 될 설난을 만나, 설난을 백제 최고의 세작으로 훈련시킨다.
- 김뢰하 : 똘대 역

비적이었다가 후에 설난을 구해준 인연으로 설난과 비문에 함께 들어 동지가 된다. 천하의 돌대가리라는 뜻으로 똘대라는 별명을 얻었다. 박치기로는 당할 자가 없다.
- 김민교 : 망구 역

똘대의 수하로, 똘대를 따라 비문에 입성한다.
도무지 비적이라고 할 수 없을 만큼 아무런 재주도 없는 인물이다. 오직 똘대만을 따르고 의지하며 험한 세상을 헤쳐 나간다.
- 성지루 : 대운 역

비문을 통솔하는 교관이다.

### 백제 군주
- 이기영 : 개로왕 역
- 정찬 : 동성왕 역
- 이재룡 : 무령대왕 역

### 백제 사람
- 임세미 : 은혜왕후 역
- 안석환 : 백가
- 정성모 : 해내숙 역
- 우상전 : 상좌평 연로 역
- 윤진호 : 고창 역
- 송민형 은솔
- 정의갑 : 을밀 역
- 김병옥 : 연불태 역
- 정석용 : 홍림 역
- 가득희 : 나은 역
- 전신환 : 우치 역

### 고구려의 군주
- 강신철 : 안장왕 고흥안

### 그 외 인물
- 김영재 : 수니문 역
- 무진성 : 강복 역
- 이혜은 : 소정부인 역
- 황영희 : 공옥 역
- 서이숙 : 용구댁 역
- 박희진 : 꼬막댁 주막 이모 역(1인 2역)
- 이미도 : 막금 역
- 홍여진 : 가야 기문국 귀족 부인 역
- 서광재 : 가야 기문국 귀족 역
- 이창직 : 가야 기문국 옥거상 최만치 역
- 권성덕 : 백제 박사 역
- 장명갑 : 모백 역
- 최준혁 : 꼬막 역
- 이동윤 : 용구 역
- 이충식 : 덕쇠 역
- 최범호 : 여목 역
- 이재구 : 기문국 신하 고영 역
- 최로운 : 구천 돌봄 꼬마(꼬막) 역
- 정세형 : 백노분 역
- 민준현 : 억출 역
- 기세형 : 무만 역
- 서지연 : 여인 역
- 이다연 : 아기 설난 역

## 시청률
아래의 파란색 숫자는 '최저 시청률'이고, 빨간색 숫자는 '최고 시청률'입니다. 시청률조사회사와 지역별로 시청률에 차이가 있을 수 있습니다.
| 2013년  | 2013년    | 2013년         | 2013년       | 2013년         | 2013년       |
| 회차    | 방송일    | TNMS 시청률    | TNMS 시청률  | AGB 시청률     | AGB 시청률   |
| 회차    | 방송일    | 대한민국(전국) | 서울(수도권) | 대한민국(전국) | 서울(수도권) |
| ------- | --------- | -------------- | ------------ | -------------- | ------------ |
| 제1회   | 9월 30일  | 7.4%           | 8.8%         | 7.5%           | 8.6%         |
| 제2회   | 10월 1일  | 7.5%           | 8.2%         | 7.3%           | 8.5%         |
| 제3회   | 10월 2일  | 7.1%           | 8.4%         | 6.7%           | 8.0%         |
| 제4회   | 10월 3일  | 5.5%           | 6.2%         | 6.5%           | 7.5%         |
| 제5회   | 10월 4일  | 5.6%           | 5.7%         | 5.6%           | 5.8%         |
| 제6회   | 10월 7일  | 7.7%           | 9.0%         | 7.1%           | 7.9%         |
| 제7회   | 10월 8일  | 7.5%           | 8.7%         | 7.1%           | 8.0%         |
| 제8회   | 10월 9일  | 8.5%           | 9.4%         | 8.2%           | 8.7%         |
| 제9회   | 10월 10일 | 7.2%           | 7.4%         | 7.4%           | 8.3%         |
| 제10회  | 10월 11일 | 6.6%           | 7.4%         | 6.6%           | 7.3%         |
| 제11회  | 10월 15일 | 5.6%           | 6.1%         | 6.1%           | 6.6%         |
| 제12회  | 10월 17일 | 6.4%           | 7.2%         | 6.9%           | 7.6%         |
| 제13회  | 10월 18일 | 5.7%           | 6.2%         | 5.6%           | 5.7%         |
| 제14회  | 10월 21일 | 7.5%           | 7.6%         | 7.0%           | 7.3%         |
| 제15회  | 10월 22일 | 7.8%           | 8.6%         | 7.7%           | 8.3%         |
| 제16회  | 10월 23일 | 7.7%           | 8.2%         | 7.1%           | 7.8%         |
| 제17회  | 10월 24일 | 7.8%           | 8.3%         | 7.4%           | 8.2%         |
| 제18회  | 10월 25일 | 7.7%           | 8.4%         | 6.1%           | 6.7%         |
| 제19회  | 10월 28일 | 6.7%           | 7.2%         | 8.0%           | 8.4%         |
| 제20회  | 10월 29일 | 6.9%           | 7.2%         | 7.3%           | 8.0%         |
| 제21회  | 10월 30일 | 7.6%           | 8.1%         | 7.3%           | 8.1%         |
| 제22회  | 11월 1일  | 6.8%           | 7.8%         | 7.6%           | 7.9%         |
| 제23회  | 11월 4일  | 6.9%           | 7.1%         | 7.6%           | 8.3%         |
| 제24회  | 11월 5일  | 8.4%           | 9.1%         | 8.7%           | 9.6%         |
| 제25회  | 11월 6일  | 8.1%           | 8.5%         | 8.2%           | 8.6%         |
| 제26회  | 11월 7일  | 7.8%           | 8.0%         | 8.3%           | 9.3%         |
| 제27회  | 11월 8일  | 7.7%           | 8.4%         | 8.1%           | 9.1%         |
| 제28회  | 11월 11일 | 8.5%           | 9.3%         | 7.5%           | 7.9%         |
| 제29회  | 11월 12일 | 8.0%           | 8.6%         | 8.8%           | 9.3%         |
| 제30회  | 11월 13일 | 6.9%           | 7.3%         | 8.0%           | 8.6%         |
| 제31회  | 11월 14일 | 8.2%           | 8.8%         | 7.6%           | 8.4%         |
| 제32회  | 11월 15일 | 6.4%           | 6.6%         | 5.7%           | 6.6%         |
| 제33회  | 11월 18일 | 7.8%           | 8.8%         | 8.6%           | 9.4%         |
| 제34회  | 11월 19일 | 8.8%           | 10.1%        | 8.7%           | 9.3%         |
| 제35회  | 11월 20일 | 8.2%           | 8.0%         | 7.6%           | 8.0%         |
| 제36회  | 11월 21일 | 8.4%           | 8.6%         | 8.1%           | 8.4%         |
| 제37회  | 11월 22일 | 8.1%           | 8.4%         | 7.9%           | 8.5%         |
| 제38회  | 11월 25일 | 8.8%           | 10.6%        | 8.5%           | 8.9%         |
| 제39회  | 11월 26일 | 8.2%           | 9.0%         | 8.7%           | 9.0%         |
| 제40회  | 11월 27일 | 8.3%           | 8.1%         | 8.6%           | 9.2%         |
| 제41회  | 11월 28일 | 8.6%           | 9.5%         | 8.8%           | 9.6%         |
| 제42회  | 11월 29일 | 7.8%           | 8.7%         | 7.7%           | 8.2%         |
| 제43회  | 12월 2일  | 10.1%          | 11.7%        | 8.6%           | 9.0%         |
| 제44회  | 12월 3일  | 9.7%           | 9.9%         | 9.7%           | 10.7%        |
| 제45회  | 12월 4일  | 8.7%           | 9.4%         | 9.2%           | 10.0%        |
| 제46회  | 12월 5일  | 8.6%           | 9.2%         | 9.6%           | 10.2%        |
| 제47회  | 12월 6일  | 8.2%           | 8.5%         | 8.2%           | 9.1%         |
| 제48회  | 12월 9일  | 8.9%           | 10.3%        | 9.7%           | 10.3%        |
| 제49회  | 12월 10일 | 9.4%           | 10.4%        | 10.0%          | 10.4%        |
| 제50회  | 12월 11일 | 8.5%           | 9.6%         | 9.0%           | 9.1%         |
| 제51회  | 12월 12일 | 9.3%           | 10.8%        | 9.1%           | 9.2%         |
| 제52회  | 12월 13일 | 8.0%           | 8.9%         | 8.4%           | 9.5%         |
| 제53회  | 12월 16일 | 9.3%           | 10.8%        | 8.8%           | 9.1%         |
| 제54회  | 12월 17일 | 9.4%           | 10.9%        | 9.2%           | 9.4%         |
| 제55회  | 12월 18일 | 9.0%           | 9.9%         | 9.0%           | 9.7%         |
| 제56회  | 12월 19일 | 8.4%           | 9.0%         | 8.9%           | 9.5%         |
| 제57회  | 12월 20일 | 7.7%           | 8.4%         | 9.2%           | 9.4%         |
| 제58회  | 12월 23일 | 9.9%           | 10.1%        | 9.5%           | 10.5%        |
| 제59회  | 12월 24일 | 8.9%           | 9.9%         | 9.6%           | 10.5%        |
| 제60회  | 12월 25일 | 9.1%           | 10.1%        | 10.3%          | 11.5%        |
| 제61회  | 12월 26일 | 9.3%           | 10.2%        | 10.2%          | 11.4%        |
| 제62회  | 12월 27일 | 7.8%           | 8.0%         | 9.1%           | 9.8%         |
| 2014년  |           |                |              |                |              |
| 제63회  | 1월 1일   | 9.7%           | 10.5%        | 10.6%          | 11.6%        |
| 제64회  | 1월 2일   | 9.3%           | 10.2%        | 9.6%           | 10.6%        |
| 제65회  | 1월 3일   | 8.3%           | 9.5%         | 8.9%           | 9.4%         |
| 제66회  | 1월 6일   | 9.2%           | 10.4%        | 10.4%          | 10.6%        |
| 제67회  | 1월 7일   | 10.3%          | 11.6%        | 10.2%          | 11.0%        |
| 제68회  | 1월 8일   | 9.6%           | 11.1%        | 9.0%           | 9.7%         |
| 제69회  | 1월 9일   | 8.7%           | 9.7%         | 9.6%           | 10.8%        |
| 제70회  | 1월 10일  | 8.9%           | 10.8%        | 8.4%           | 9.0%         |
| 제71회  | 1월 13일  | 9.9%           | 11.9%        | 9.3%           | 10.1%        |
| 제72회  | 1월 14일  | 10.1%          | 11.6%        | 10.5%          | 10.7%        |
| 제73회  | 1월 15일  | 8.8%           | 10.3%        | 9.9%           | 10.3%        |
| 제74회  | 1월 16일  | 10.5%          | 12.3%        | 10.2%          | 10.4%        |
| 제75회  | 1월 17일  | 8.2%           | 8.3%         | 8.9%           | 9.9%         |
| 제76회  | 1월 20일  | 9.8%           | 11.6%        | 10.3%          | 11.4%        |
| 제77회  | 1월 21일  | 9.8%           | 10.6%        | 11.1%          | 12.1%        |
| 제78회  | 1월 22일  | 9.7%           | 9.8%         | 9.7%           | 9.8%         |
| 제79회  | 1월 23일  | 9.4%           | 11.4%        | 9.7%           | 10.6%        |
| 제80회  | 1월 24일  | 9.6%           | 10.1%        | 9.2%           | 9.5%         |
| 제81회  | 1월 27일  | 10.0%          | 11.1%        | 9.0%           | 9.4%         |
| 제82회  | 1월 28일  | 9.4%           | 10.5%        | 9.8%           | 10.3%        |
| 제83회  | 1월 29일  | 9.2%           | 10.2%        | 9.1%           | 9.3%         |
| 제84회  | 2월 3일   | 10.6%          | 12.0%        | 10.8%          | 11.1%        |
| 제85회  | 2월 4일   | 10.6%          | 11.5%        | 10.6%          | 11.1%        |
| 제86회  | 2월 5일   | 9.6%           | 10.3%        | 10.0%          | 10.5%        |
| 제87회  | 2월 6일   | 9.8%           | 11.0%        | 10.1%          | 10.7%        |
| 제88회  | 2월 7일   | 9.3%           | 9.7%         | 10.0%          | 10.6%        |
| 제89회  | 2월 13일  | 8.6%           | 9.1%         | 9.1%           | 9.5%         |
| 제90회  | 2월 14일  | 10.0%          | 10.9%        | 9.1%           | 9.6%         |
| 제91회  | 2월 17일  | 10.9%          | 12.4%        | 10.6%          | 10.8%        |
| 제92회  | 2월 19일  | 10.8%          | 11.7%        | 11.5%          | 11.5%        |
| 제93회  | 2월 20일  | 10.7%          | 11.3%        | 10.7%          | 10.8%        |
| 제94회  | 2월 24일  | 10.0%          | 12.9%        | 10.9%          | 11.8%        |
| 제95회  | 2월 25일  | 10.9%          | 12.3%        | 11.6%          | 11.7%        |
| 제96회  | 2월 26일  | 10.5%          | 11.1%        | 10.8%          | 10.5%        |
| 제97회  | 2월 27일  | 11.1%          | 12.4%        | 10.8%          | 11.5%        |
| 제98회  | 2월 28일  | 10.0%          | 11.0%        | 11.4%          | 11.2%        |
| 제99회  | 3월 3일   | 10.6%          | 12.2%        | 11.8%          | 12.0%        |
| 제100회 | 3월 4일   | 10.4%          | 11.0%        | 11.4%          | 11.5%        |
| 제101회 | 3월 5일   | 11.1%          | 12.2%        | 10.5%          | 10.2%        |
| 제102회 | 3월 6일   | 10.5%          | 12.2%        | 10.7%          | 11.0%        |
| 제103회 | 3월 7일   | 10.2%          | 12.0%        | 9.8%           | 9.7%         |
| 제104회 | 3월 10일  | 11.6%          | 13.2%        | 11.0%          | 11.2%        |
| 제105회 | 3월 11일  | 10.9%          | 11.5%        | 11.5%          | 12.0%        |
| 제106회 | 3월 12일  | 11.2%          | 11.5%        | 11.7%          | 12.2%        |
| 제107회 | 3월 13일  | 11.3%          | 12.5%        | 11.4%          | 12.4%        |
| 제108회 | 3월 14일  | 11.5%          | 11.8%        | 11.6%          | 11.7%        |

## 조기 종영
- 2014년 3월 4일 : 당초 기획됐던 120부작에서 12회 축소되어 108부작으로 종영되었다.

## 기타
- 일본 왕족이라고 기록된 수백향을 이 드라마에서는 백제(百濟) 무령왕의 공주로 다루고 있다. 이런 논란을 잠재우고자 제작진은 드라마 홈페이지에서 주인공의 한자 이름을 수백향(手白香)이 아닌 수백향(守百香)으로 표시해 놓았다.[5]